# Lee Ji-ah
Dans ce nom, le nom de famille, Lee, précède le nom personnel coréen.
Kim Sang-eun (en coréen : 김상은, née le 6 août  1978), connue professionnellement sous le nom de Lee Ji-ah, est une actrice sud-coréenne. Elle s'est fait connaître en 2007 avec la série The Legend (en), puis est apparue dans les séries télévisées Beethoven Virus (2008), Athena: Goddess of War (2010), Me Too, Flower! (2011) et Thrice Married Woman (en) (2013).

## Biographie
Lee naît Kim Sang-eun le 6 août 1978 en Corée du Sud. Petite-fille de l'éducateur Kim Soon-heung (ko), l'un des fondateurs de la Seoul Arts High School, son père est un homme d'affaires.
Alors qu'elle est en sixième année, sa famille déménage aux États-Unis, où elle demeure pendant 10 ans. Sang-eun obtient un diplôme du Pasadena Art Center College of Design,.
Lors d'un voyage en Corée en 2004, elle participe au tournage d'une publicité pour LG Uplus avec l'acteur Bae Yong-jun. Elle décide de quitter les États-Unis et de retourner en Corée au début de l'année 2005. C'est à ce moment qu'elle change de nom pour celui de Kim Ji-ah et qu'elle adopte le nom de scène Lee Ji-ah.
En 2007, la carrière d'actrice de Lee décolle avec un rôle dans la série The Legend, qui en fait une star instantanée,,,. À la fin de l'année, elle remporte les MBC Drama Awards (en) de meilleur nouvelle actrice, de l'actrice la plus populaire et de meilleur couple (avec Bae Yong-jun). Elle remporte le prix de la meilleure nouvelle actrice au Baeksang Arts Awards l'année suivante.
En 2008, elle tient le rôle d'une violoniste à laquelle on diagnostique une maladie la menant à la surdité dans Beethoven Virus. Elle joue ensuite dans Style (en), inspirée de l’œuvre Le Diable s'habille en Prada,,.
Lee Ji-ah fait ses débuts au cinéma aux côtés de Kang Ji-hwan dans The Relation of Face, Mind and Love (en).

## Filmographie

### Télévision
| année   | titre                            | rôle           | chaîne             |
| ------- | -------------------------------- | -------------- | ------------------ |
| 2007    | The Legend                       | Sujini / Saeoh | MBC                |
| 2008    | Beethoven Virus                  | Du Ru-mi       | MBC                |
| 2009    | Style                            | Lee Seo-jung   | SBS                |
| 2010    | Athena: Goddess of War           | Han Jae-hee    | SBS                |
| 2011    | Me Too, Flower!                  | Cha Bong-sun   | MBC                |
| 2013    | Thrice Married Woman             | Oh Eun-soo     | SBS                |
| 2015    | Drama Special: Snow Lotus Flower | Han Yeon-woo   | SBS                |
| 2018    | My Mister                        | Kang Yoon-hee  | tVN (Corée du Sud) |
| 2018    | The Ghost Detective              | Sun Woo-hye    | KBS 2TV            |
| 2020–21 | Penthouse                        | Sim Soo-ryeon  | SBS                |
| 2021    | Penthouse 2                      | Sim Soo-ryeon  | SBS                |
| 2021    | Penthouse 3                      | Sim Soo-ryeon  | SBS                |

### Cinéma
| année | titre                               | rôle         |
| ----- | ----------------------------------- | ------------ |
| 2009  | The Relation of Face, Mind and Love | Wang So-jung |
| 2011  | Athena: The Movie                   | Han Jae-hee  |
| 2016  | Musudan                             | Shin Yoo-hwa |

### Vidéoclips
| année | chanson                | artiste   |
| ----- | ---------------------- | --------- |
| 2010  | Please Come Back to Me | Vibe (en) |

## Discographie
| année | titre             | artiste                                      | notes |
| ----- | ----------------- | -------------------------------------------- | ----- |
| 2008  | Love Virus        | Lee Ji-ah                                    |       |
| 2008  | So Much           | Super Sta feat. Baby Boy's Soul et Lee Ji-ah |       |
| 2009  | Cupcake and Alien | Lee Ji-ah                                    |       |
| 2010  | Vampire Romance   | Lee Ji-ah                                    |       |

## Prix et distinctions
| année | prix                      | catégorie                               | œuvre                      | résultat   |
| ----- | ------------------------- | --------------------------------------- | -------------------------- | ---------- |
| 2007  | MBC Drama Awards          | meilleure nouvelle actrice              | The Legend                 | Lauréat    |
| 2007  | MBC Drama Awards          | actrice la plus populaire               | The Legend                 | Lauréat    |
| 2007  | MBC Drama Awards          | meilleur couple avec Bae Yong-jun       | The Legend                 | Lauréat    |
| 2008  | 44th Baeksang Arts Awards | Best New Actress (TV)                   | The Legend                 | Lauréat    |
| 2008  | MBC Drama Awards          | prix de l'excellence, actrice           | Beethoven Virus            | Nomination |
| 2009  | SBS Drama Awards          | prix de l'excellence, actrice           | Style                      | Nomination |
| 2011  | SBS Drama Awards          | prix de l'excellence topissime, actrice | Athena: Goddess of War     | Nomination |
| 2014  | 7th Korea Drama Awards    | prix de l'excellence topissime, actrice | Thrice Married Woman       | Nomination |
| 2014  | 3rd APAN Star Awards      | prix de l'excellence topissime, actrice | Thrice Married Woman       | Nomination |
| 2014  | SBS Drama Awards          | prix de l'excellence topissime, actrice | Thrice Married Woman       | Nomination |
| 2020  | SBS Drama Awards          | prix de l'excellence topissime, actrice | The Penthouse: War in Life | Lauréat    |